# Lilium medeoloides

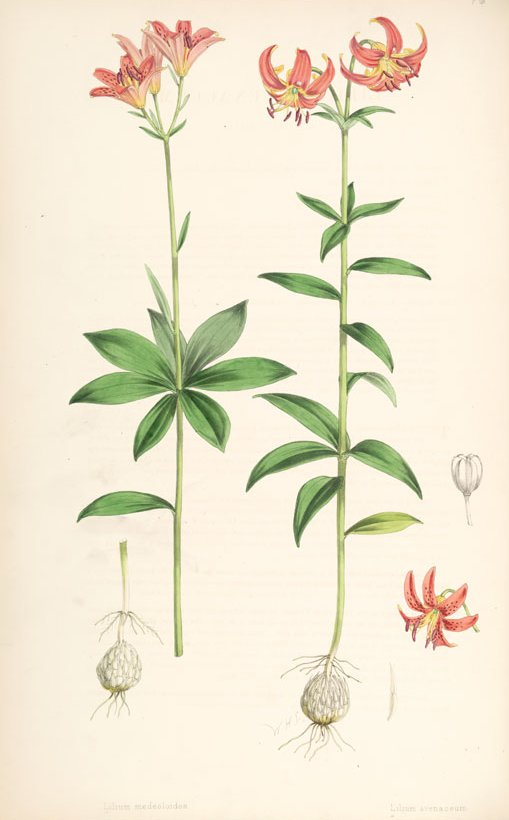
Lilium medeoloides ilustração de Walter Hood Fitch (1817 - 1892).

Lilium medeoloides é uma espécie de planta com flor, pertencente à família Liliaceae.
A planta é nativa da província de Zhejiang na República Popular da China, da ilha de Jeju na província de mesmo nome na Coreia do Sul, da Península de Kamchatka, das Ilhas Curilas e a Ilha Sacalina na Rússia. O lírio alcança a altura de 30–100 cm